# Mistrzostwa Europy w Lekkoatletyce 1982 – bieg na 400 m mężczyzn
Bieg na dystansie 400 metrów mężczyzn był jedną z konkurencji rozgrywanych podczas XIII mistrzostw Europy w Atenach. Biegi eliminacyjne zostały rozegrane 7 września, biegi półfinałowe 8 września, a bieg finałowy 9 września 1982 roku. Zwycięzcą tej konkurencji został reprezentant  Republiki Federalnej Niemiec Hartmut Weber. W rywalizacji wzięło udział dwudziestu sześciu zawodników z piętnastu reprezentacji.

## Rekordy
| Rekord świata     | Lee Evans (USA)     | 43,86 | Meksyk, Meksyk | 18.10.1968 |
| Rekord Europy     | Wiktor Markin (SUN) | 44,60 | Moskwa, ZSRR   | 30.07.1980 |
| Rekord mistrzostw | Karl Honz (FRG)     | 45,04 | Rzym, Włochy   | 04.09.1974 |

## Wyniki

### Eliminacje
Rozegrano cztery biegi eliminacyjne. Do półfinałów awansowało po trzech najlepszych zawodników każdego biegu eliminacyjnego (Q) oraz czterech spośród pozostałych z najlepszymi czasami (q).
Bieg 1
| Miejsce | Zawodnik          | Czas  | Uwagi |
| ------- | ----------------- | ----- | ----- |
| 1       | Hartmut Weber     | 45,90 | Q     |
| 2       | David Jenkins     | 46,13 | Q     |
| 3       | Pawieł Konowałow  | 46,23 | Q     |
| 4       | Sándor Újhelyi    | 46,46 | q     |
| 5       | Didier Dubois     | 46,51 | q     |
| 6       | Benjamín González | 47,00 |       |
| 7       | Hannu Mykrä       | 47,16 |       |

Bieg 2
| Miejsce | Zawodnik         | Czas  | Uwagi |
| ------- | ---------------- | ----- | ----- |
| 1       | Phil Brown       | 46,52 | Q     |
| 2       | Wiktor Markin    | 46,53 | Q     |
| 3       | Roberto Ribaud   | 46,57 | Q     |
| 4       | Oddur Sigurðsson | 46,63 | q     |
| 5       | Andrzej Stępień  | 46,65 | q     |
| 6       | Hector Llatser   | 47,46 |       |
| 7       | José Carvalho    | 47,92 |       |

Bieg 3
| Miejsce | Zawodnik             | Czas  | Uwagi |
| ------- | -------------------- | ----- | ----- |
| 1       | Željko Knapić        | 46,71 | Q     |
| 2       | Mauro Zuliani        | 46,72 | Q     |
| 3       | Aleksandr Troszcziło | 46,74 | Q     |
| 4       | Ryszard Podlas       | 46,88 |       |
| 5       | Eric Josjö           | 46,91 |       |
| 6       | Edgar Nakladal       | 47,30 |       |
| 7       | Paul Bourdin         | 47,43 |       |

Bieg 4
| Miejsce | Zawodnik        | Czas  | Uwagi |
| ------- | --------------- | ----- | ----- |
| 1       | Todd Bennett    | 46,16 | Q     |
| 2       | Andreas Knebel  | 46,32 | Q     |
| 3       | Thomas Giessing | 46,41 | Q     |
| 4       | Roberto Tozzi   | 46,65 |       |
| 5       | Jacques Borlée  | 47,52 |       |

### Półfinały
Rozegrano dwa półfinały. Do finału awansowało po czterech najlepszych zawodników każdego biegu półfinałowego (Q).
Półfinał 1
| Miejsce | Zawodnik             | Czas  | Uwagi |
| ------- | -------------------- | ----- | ----- |
| 1       | Hartmut Weber        | 46,13 | Q     |
| 2       | Andreas Knebel       | 46,30 | Q     |
| 3       | Pawieł Konowałow     | 46,32 | Q     |
| 4       | Aleksandr Troszcziło | 46,40 | Q     |
| 5       | Mauro Zuliani        | 46,44 |       |
| 6       | Todd Bennett         | 46,84 |       |
| 7       | Andrzej Stępień      | 47,28 |       |
| 8       | Oddur Sigurðsson     | 47,35 |       |

Półfinał 2
| Miejsce | Zawodnik        | Czas  | Uwagi |
| ------- | --------------- | ----- | ----- |
| 1       | Wiktor Markin   | 45,99 | Q     |
| 2       | Phil Brown      | 46,14 | Q     |
| 3       | Željko Knapić   | 46,24 | Q     |
| 4       | Thomas Giessing | 46,43 | Q     |
| 5       | Didier Dubois   | 46,56 |       |
| 6       | Roberto Ribaud  | 46,58 |       |
| 7       | Sándor Újhelyi  | 46,59 |       |
| 8       | David Jenkins   | 47,04 |       |

### Finał
| Miejsce | Zawodnik             | Czas  | Uwagi |
| ------- | -------------------- | ----- | ----- |
| 1       | Hartmut Weber        | 44,72 | CR    |
| 2       | Andreas Knebel       | 45,29 |       |
| 3       | Wiktor Markin        | 45,30 |       |
| 4       | Phil Brown           | 45,45 |       |
| 5       | Aleksandr Troszcziło | 45,67 |       |
| 6       | Pawieł Konowałow     | 45,84 |       |
| 7       | Željko Knapić        | 46,20 |       |
| 8       | Thomas Giessing      | 48,70 |       |